# Acleris holmiana
Acleris holmiana es una especie de polilla del género Acleris, tribu Tortricini, familia Tortricidae. Fue descrita científicamente por Linnaeus en 1758.
Se distribuye por Suecia. El período de vuelo ocurre en los meses de julio, agosto y septiembre.

## Descripción
La envergadura es de 13 milímetros. Suele ser encontrada en bosques, matorrales, pantanos y jardines y es reconocida por unas marcas blancas en las alas anteriores.